# Yannick Nzosa
Yannick Nzosa Manzila, né le 15 novembre 2003 à Kinshasa en République démocratique du Congo, est un joueur congolais de basket-ball évoluant au poste de pivot.

## Biographie

### Carrière professionnelle
Lors de la draft 2022, Yannick Nzosa est choisi en 54e position par les Wizards de Washington.
En août 2022, l'Unicaja Málaga prête Nzosa au Real Betis, autre club de première division espagnole, pour une saison.

## Palmarès
- ACB All-Young Players Team (2021)